# Spathius pilosus
Spathius pilosus är en stekelart som beskrevs av Szepligeti 1910. Spathius pilosus ingår i släktet Spathius och familjen bracksteklar. Inga underarter finns listade i Catalogue of Life.